# Jari Vilén
Jari Pekka Olavi Vilén, född 17 april 1964 i Kemi, är en finländsk politiker och diplomat. Vilén representerar Samlingspartiet och blev invald till riksdagen år 1999 och 2003 från Lapplands valkrets.
Mellan 2002 och 2003 fungerade Vilén som utrikeshandels- och Europaminister i Paavo Lipponens andra regering. Som utrikeshandelsminister ansvarade han för handels-, konkurrens-, konsument-, och turismpolitiken. Som europaminister var han ansvarig för en förhandlingsprocess som gällde Europeiska unionens utvidgning.
Vilén var medlem av Europeiska konventet den 9 maj-10 juli 2003. Europeiska konventets uppgift var att producera en skiss till grundlag för Europeiska unionen. Vilén ersatte i konventet statsminister Matti Vanhanen.
Den 18 juni 2004 utnämndes Vilén till ordförande för Stora utskottet som behandlar EU-ärenden i riksdagen och han fungerade som ordförande under åren 2004–2007. Vilén har varit aktiv debattör i EU- och säkerhetspolitiska frågor i Finland och han har också redigerat två böcker om EU:s framtid.
Till Viléns andra förtroendeuppdrag har hört ordförandeskap i förvaltningsrådet för Finnfund (2000-2001, 2003-2007), i Finland i Europa (2003-2007) och Samlingpartiets utbildningsstiftelse från 2004. Vilén har också fungerat som ordförande för Finlands lärarstudents förbund SOOL rf (1988-89), som viceordförande för Samlingpartiets partistyrelse (1995-2000) och som ordförande för Nordiska Rådets konservativa grupp (2001).
Finlands president Tarja Halonen beslutade den 2 mars 2007 att utnämna Jari Vilén till Finlands ambassadör i Budapest från den 1 augusti 2007. Vilén hade varit ämbetsman på Utrikesministeriet från den 1 april 2007. Den 17 februari 2012 beslutade presidenten att utse Vilén till Finlands nya ambassadör i Warszawa från 10 september 2012.
Den 1 september 2014 utnämndes han till EU:s ambassadör i Europarådet av EU:s höga representant Catherine Ashton.
Från oktober 2018 till mars 2020 tjänstgjorde ambassadör Vilen som seniorrådgivare för arktiska politiska frågor vid European Political Strategic Center (EPSC) under Europeiska kommissionens ordförande Jean-Claude Juncker.
Från och med mars 2020 verkade Vilén som Finlands ambassadör i Barents och den norra dimensionen i Utrikesministeriet. I september 2023 tillträdde han som Finlands ambassadör i Ottawa.
Vilén är pedagogie magister från Uleåborgs universitet (1990).
Vilén var från 2005 gift med Janina Vilén som var assistent för Gröna förbundets riksdagsledamot Janina Andersson. Deras skilsmässa tillkännagavs 2009. Vilén gifte om sig den 11 juni 2011 i Budapest med Eva Söregi som är kanslichef hos den tidigare talmannen för det ungerska parlamentet, doktor Katalin Szili. De fick en son den 10 december 2017.

## Hedersbetygelser

### Utmärkelsetecken
- Kommendörstecknet av Finlands Lejons orden,  6 december 2003[3]
- Terra Mariana-korsets orden, tredje graden,  2 februari 2005[4]
- Ungerska förtjänstordens kommendörskors,  2012[5]
- Militärens förtjänstmedalj,  4 juni 2014[6]
- Kommendörskors av Republiken Polens förtjänstorden,  3 juli 2014[7]

[Redigera Wikidata]

### Övrigt
- Miskolc University hedersmedlem 2013
- Doktor Honoris Causa vid University of Pécs 2012
- Iszaszentgyörgy hedersmedborgare 2012
- Geresdlak-medalj 2012
- Kemi stadssköld 2009
- Hedersprofessor vid Dalian Maritime University 2003